# Islas Marianas
Las islas Marianas (a menudo llamadas las Marianas y anteriormente islas de los Ladrones) conforman un archipiélago formado a partir de las cumbres de quince montañas volcánicas en el océano Pacífico. Políticamente pertenecen a Estados Unidos, divididas entre los territorios de las Islas Marianas del Norte y Guam (o Islas Marianas del Sur).

## Geografía
Conforman la parte meridional de una cordillera sumergida que se extiende a lo largo de 2519 kilómetros desde Guam o Guaján hasta muy cerca de Japón. Las Marianas son las islas más septentrionales de Micronesia. La superficie de las Marianas es de 1026 km². Se sitúan al este de Filipinas y al sur de Japón. El nombre del archipiélago proviene del nombre de la reina consorte de España, Mariana de Austria, que vivió en el siglo XVII, época en la que llegó la colonización española a su mayor extensión («donde no se pone el sol»).
Políticamente, Guam (la isla más meridional) es un territorio no incorporado de Estados Unidos, mientras que el resto de las Marianas forman una mancomunidad llamada Islas Marianas del Norte (Northern Mariana Islands), que es a su vez un estado libre asociado de Estados Unidos.
Al sureste de estas islas se encuentra la fosa de las Marianas, la fosa oceánica más profunda del mundo.
El gentilicio es mariano. Para las Islas Marianas del Norte, el gentilicio es normariano. Sus habitantes originarios y su lengua reciben el nombre de chamorro (idioma chamorro).

## Geología
Las islas Marianas tienen un origen volcánico y forman parte del cinturón de fuego del Pacífico. Se sitúan en el margen oriental de la placa filipina, en la zona de contacto con la placa del Pacífico, la cual se desplaza hacia el oeste y subduce bajo la placa filipina formando la fosa de las Marianas, donde se halla el punto más profundo de los océanos, el abismo de Challenger, con 10 923 metros.
El archipiélago forma parte del Arco Izu-Bonin-Mariana, un límite convergente que se extiende más de 2800 kilómetros, desde el sur de Tokio (Japón) hasta más allá de la isla de Guam; su edad oscila desde los 5 millones de años en el norte hasta los 30 millones en el sur (Guam).

## Historia
Fernando de Magallanes pasó por estas islas en su viaje de 1521, pero no se detuvo mucho en ellas ya que su objetivo eran las islas de las especias. Cuando llegó, los nativos nunca habían visto europeos, sin embargo, ya practicaban el comercio, por ello, llegaron a los navíos de la expedición de Magallanes y les ayudaron con comida y dinero para obtener hierro a cambio. El problema ocurrió cuando un grupo de habitantes de la isla les robaron un bote que estaba atado en una de las naves. Cuando Magallanes lo supo, enfadado, bajó a la tierra a recuperar sus pertenencias. Los isleños comenzaron a arrojar lanzas y Magallanes decidió incendiar algunas viviendas y ejecutar a siete nativos que capturaron. Tras este imprevisto siguieron su viaje y se les dio el nombre de «Los Ladrones». Tras su muerte, sus compañeros de viaje describieron con lujo de detalles las islas que habían descubierto, hoy llamadas Filipinas, al volver a la península ibérica. Los españoles asombrados quisieron unir el oriente al occidente conquistando aquellas islas de las que nadie había oído hablar en Europa. 

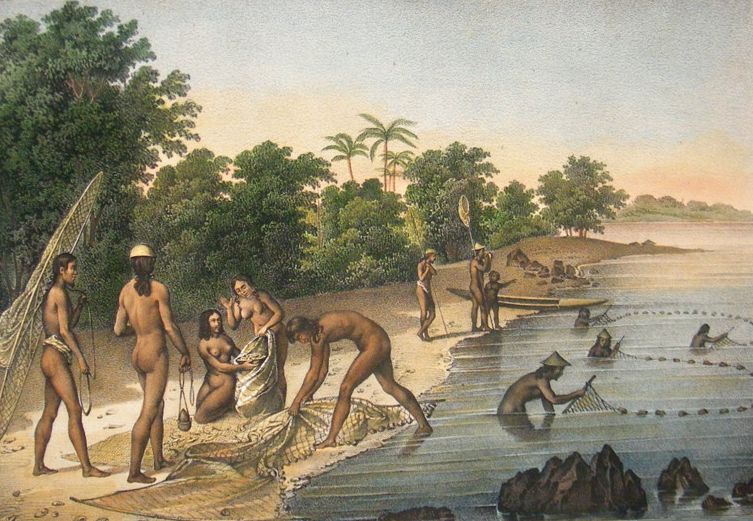
Antiguo grabado del libro Naturgeschichte und Abbildung des Menschen, de H. R. Schinz (Zúrich, 1845).

El emperador Carlos V estaba deseoso de extender su dominio. Su hijo Felipe II le sucedió en el trono dispuesto a llevar a cabo el plan de su padre. Ordenó al Virrey de la Nueva España (México) Luis de Velasco, equipar una flota e ir a conquistar las islas que Magallanes había descubierto en oriente. Miguel López de Legazpi fue el encargado de la misión. Salieron de México a principios de 1563. Legazpi al desembarcar en ellas y observar su falta de comodidades no se detuvo mucho allí, se contentó con hacerse amigo de los habitantes y continuó con su viaje. 
Llegaron a las Islas de Luzón, Mindoro y Mindanao, que pasaron a llamarse Filipinas en honor a Felipe II. Se hicieron dueños de ellas en poco tiempo y fundaron establecimientos de gran importancia además de mandarles misioneros desde la Nueva España. 
Posteriormente se le dio el nombre de «Islas de las Velas» por la cantidad de pequeñas embarcaciones que llegaban con las velas desplegadas a rodear las naves españolas. Finalmente pasaron a llamarse «Islas Marianas», en honor a la reina de España, Mariana de Austria, quien envió allí misioneros para predicar el evangelio. 
Las islas Marianas fueron las únicas que quedaron abandonadas. Los misioneros pedían con frecuencia a los gobernadores de Filipinas, predicadores que les instruyeran en la verdadera religión, pero estos siempre lo dejaban para más tarde. 
Hasta que llegó el padre Diego Luis de San Vitores, de la Compañía de Jesús. Tenía gran talento para las ciencias, pero las misiones le atraían, por ello le destinaron, tras mucho pedirlo, a la Misión de Filipinas. Embarcó en Cádiz el 15 de mayo de 1660 y llegó a México a finales de julio. Allí, el virrey, quien había acudido a alguno de sus sermones, quiso convencerle para quedarse en México y trabajar en la religión y salud de la ciudad antes que viajar a Filipinas a predicar la fe a un número reducido de habitantes. Pero al padre San Vitores solo le llamaba Filipinas y no pensaba detenerle nada. Se embarcó el 5 de abril de 1662 con 14 misioneros. 
Antes de llegar a Filipinas pasaron por las islas Marianas, donde les recibieron con bondad y amabilidad. El padre San Vitores no pudo retener las lágrimas al saber que aquellas personas estaban sumidas en el paganismo y nadie había llevado la luz del evangelio a aquel lugar. A pesar de no querer abandonar aquellas islas, pensó que era mejor continuar su misión en Filipinas y más tarde regresar a islas Marianas y establecer allí la fe. 
Llegó a Filipinas el 10 de agosto de 1662 y no se permitió tomar ni un momento de descanso. A pesar de su duro trabajo y esfuerzo en Filipinas el padre San Vitores no dejaba de pensar en las islas Marianas y comprendió que debía emplear medios más eficaces para lograr que le destinaran allí. Escribió una carta al príncipe Felipe IV mostrándole todas sus ideas pensamientos y sentimientos. Esta carta fue bien acogida en la corte de España. El rey, conmovido juzgó que la petición era justa, pero, desgraciadamente, el príncipe murió al poco tiempo. El caso pasó directamente a la reina para que tomara estas islas bajo su protección. 
Felipe IV tras leer las memorias y cartas de San Vitores dio orden al gobernador de Filipinas de proporcionar buques y recursos para las islas Marianas. Hizo preparar un buque que saldría de México a las islas Marianas para dejar al padre San Vitores y a sus compañeros. 
Se embarcaron en el puerto de Cavite con el padre Tomás Cardeñoso el 7 de agosto de 1667. Tras llegar a México, el padre San Vitores escribió al marqués de Mancera para anunciarle su llegada y solicitarle aquellos recursos necesarios. Esta demanda de productos fue rechazada a pesar de que eran solo diez mil escudos, sin embargo, el virrey la aceptó al día siguiente. Dieron vela el 23 de marzo de 1668, con el almirante Bartolomé Muñoz a cargo y llegaron el 15 de julio llegaron a las islas de Zarpana, seguida de la isla de Guahan (Guam). A los segundos de llegar se vieron rodeados de pequeñas embarcaciones que les acogían gritando «mauri», que significa «amigos». 
En 1668, España las reclamó efectivamente, y les puso el nombre de la reina Mariana de Austria, esposa del rey español Felipe IV. El 15 de junio de 1668 llegó a la isla de Guaján una expedición de jesuitas enviados por la misma reina, su misión era predicar el evangelio en las nuevas posesiones. Los misioneros se establecieron en Agaña, y en un principio fueron bien acogidos por el cacique indígena Quipuha, quien se convirtió al catolicismo. Pero las revueltas no tardaron en estallar, y durante una de ellas algunos isleños asesinaron a gran parte de la comitiva. Los indígenas paganos se levantaron varias veces contra la ocupación española, hasta que el capitán Damián de Explana logró reducirles. En 1690 nuevas insurrecciones surgieron en las islas, pero esta vez fueron rotundamente sofocadas, quedando establecida definitivamente la soberanía española en toda la región.

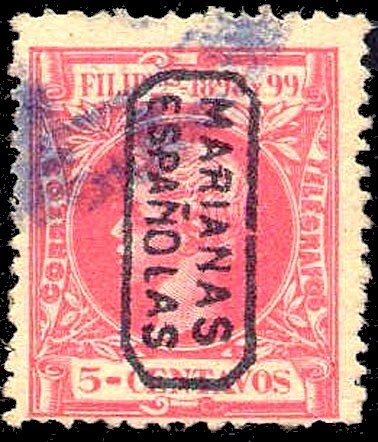
Estampilla de islas Marianas a finales del periodo imperial español hacia 1898-1899.

En 1815 se estableció en la isla de Agrigán una colonia inglesa compuesta por norteamericanos y habitantes de Hawái, pero la llegada de tropas hizo que los intrusos tuvieran que partir nuevamente a sus tierras.

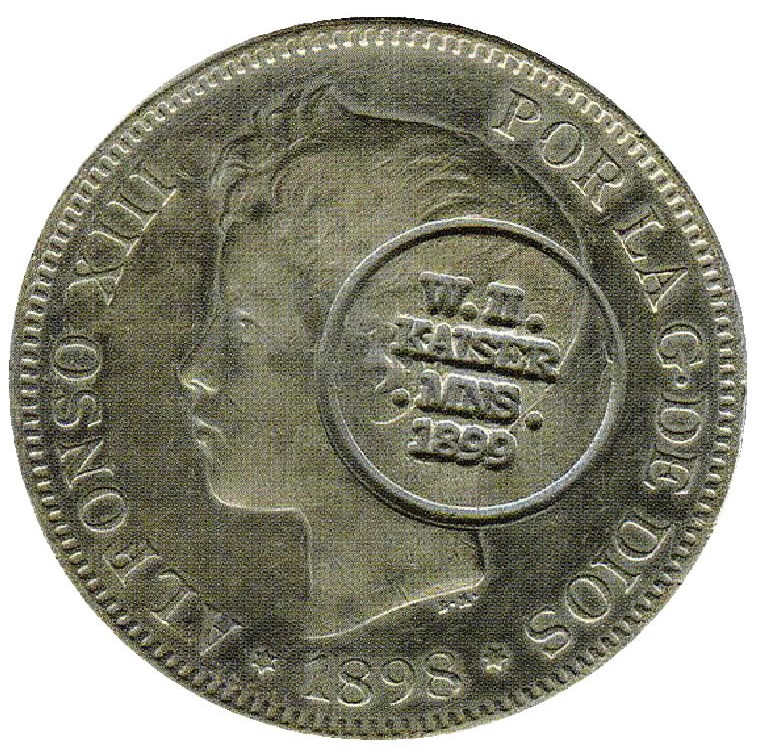
Moneda española de Alfonso XIII con resello conmemorativo de la ocupación alemana en 1899.

En el siglo XIX España estableció en las islas un gobierno regular y un presidio, cuyos penados provenían en su gran mayoría de las islas Filipinas. Estos presos eran obligados a participar en la colonización de todo el territorio.
La colonización española duró 230 años, hasta la guerra hispano-estadounidense de 1898, cuando España perdió a favor de Estados Unidos la isla de Guam por el Tratado de París de 1898. Y al año siguiente el gobierno de Francisco Silvela firmó un tratado con el Imperio alemán (Tratado germano-español de 1899) por el cual las islas Marianas, Carolinas y Palaos pasaban a manos de esta nación por el pago de 25 millones de pesetas.
A modo de testimonio histórico de la ocupación alemana de las islas Marianas, se utilizó en el año 1899 un punzón circular que se estampó sobre monedas de 5 marcos, pesos filipinos del rey Alfonso XIII y talers de María Teresa I de Austria. Dicha contramarca contenía una leyenda que hacía referencia al rey Guillermo II de Alemania: «W.II.KAISER.KRLNS» y la fecha 1899.
En octubre de 1914 los tres archipiélagos fueron ocupados por los japoneses, quienes no encontraron la menor resistencia. Por el Tratado de Versalles, Japón recibió las islas en mandato de 1919 a 1947, a excepción de Guam, que había sido cedida anteriormente por España a Estados Unidos.
El archipiélago fue escenario de sangrientos combates entre tropas estadounidenses y japonesas en 1944, durante la Segunda Guerra Mundial.

## Organización político-administrativa
Las islas Marianas están constituidas en la actualidad básicamente por 2 territorios dependientes de Estados Unidos:
| Bandera | Escudo | Territorio dependiente   | Área    | Población      | División administrativa    | Estatus                                         | Mapa |
| ------- | ------ | ------------------------ | ------- | -------------- | -------------------------- | ----------------------------------------------- | ---- |
|         |        | Guam                     | 549 km² | 168 801 (2021) | Organizada en 19 ciudades  | Territorio organizado no incorporado de EE. UU. |      |
|         |        | Islas Marianas del Norte | 477 km² | 55 650 (2021)  | Organizada en 4 municipios | Estado Libre Asociado de EE. UU.                |      |

## Lenguas

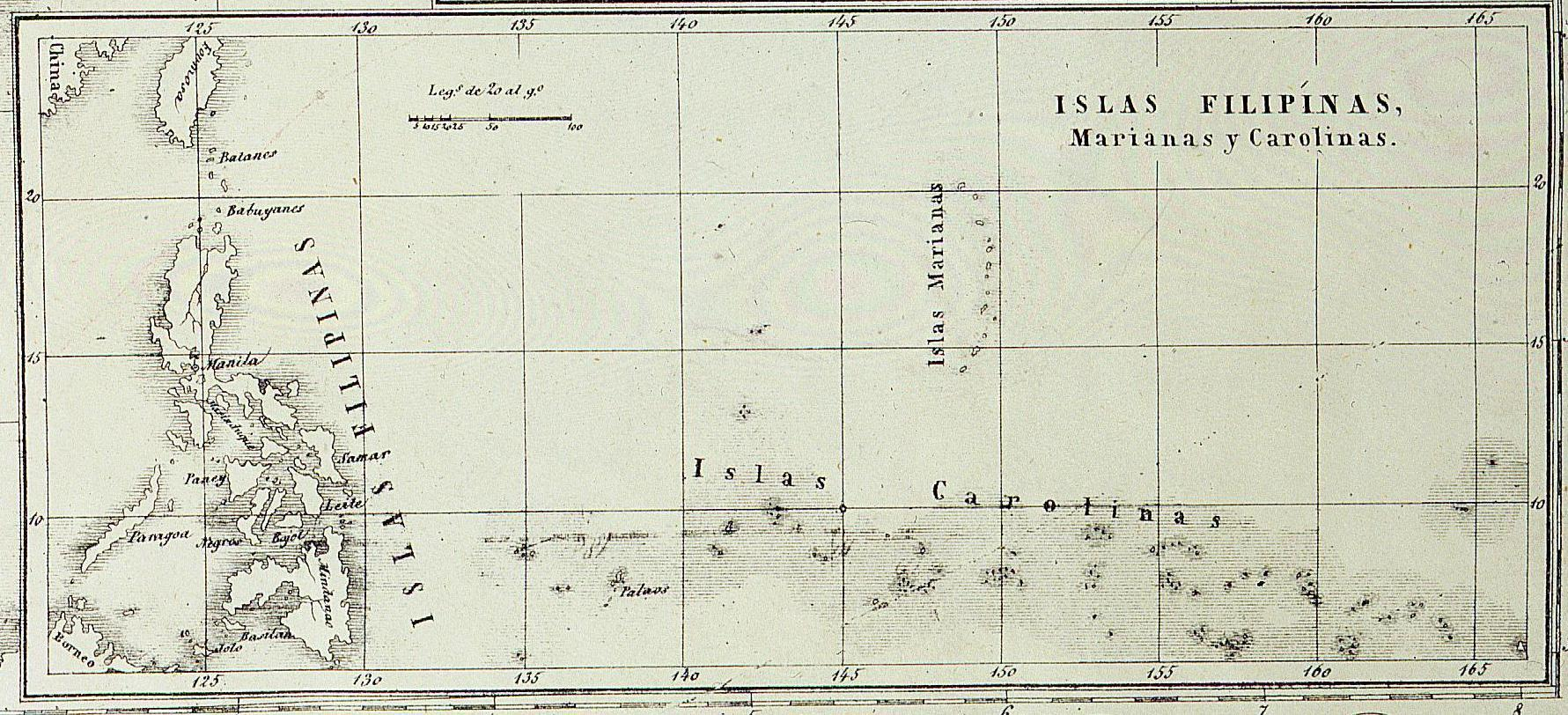
Carta de España de Bachiller con todas sus posesiones de ultramar e islas adyacentes 1858, fragmento.

En ambos territorios de las islas Marianas, el inglés es la lengua oficial.
Además, en la isla de Guam, es también oficial un idioma austronesio con mucho léxico de origen español, denominado chamorro; y en las Islas Marianas del Norte, son cooficiales el chamorro y el carolinio.
Por la inmigración de las últimas décadas, numerosas familias hablan lenguas filipinas (especialmente el tagalo), las de otros orígenes asiáticos (japonés, chino) y las micronesias.
Entre los habitantes más ancianos oriundos de las islas y originarios de Filipinas y entre los estudiantes de castellano, se pueden encontrar personas con cierto nivel de competencia en español como tercer, cuarto o quinto idioma.